# Hemerodromia jugulator
Hemerodromia jugulator är en tvåvingeart som beskrevs av Axel Leonard Melander 1927. Hemerodromia jugulator ingår i släktet Hemerodromia och familjen dansflugor. Inga underarter finns listade i Catalogue of Life.